# ماثيو لوبلان
ماثيو ستيفن لوبلان ((بالإنجليزية: Matthew Steven LeBlanc)؛ /ləˈblɒŋk/؛ مواليد 25 يوليو 1967 –)، ممثل أمريكي اشتهر بأدائه شخصية جوي تريبياني في المسلسل الكوميدي الأصدقاء الذي عُرض على قناة إن بي سي وبالعمل المنبثق جوي. أكسبه أدائه في مسلسل الأصدقاء شهرة عالمية، حيث حصل على ثلاثة ترشيحات في حفل توزيع جوائز الإيمي برايم تايم. لعب أيضًا دور البطولة كنسخة خيالية عن نفسه في المسلسل الشهير الحلقات (2011–2017)، وهو الدور الذي أكسبه جائزة غولدن غلوب وأربعة ترشيحات أخرى لجائزة إيمي. ظهر كضيف مشارك في برنامج توب غير من عام 2016 إلى عام 2019، وأدى شخصية البطريرك آدم بيرنز في المسلسل الهزلي رجل بخطة من عام 2016 إلى عام 2020.

## النشأة
ولد ماثيو في مستشفى نيوتن-ويلسلي في نيوتن، ماساتشوستس. كانت والدته باتريشيا (الاسم قبل الزواج كان دي سيلو) مديرة مكتب، بينما كان والده بول ليبلانك ميكانيكيًا وأحد قدامى المحاربين في حرب فيتنام. والده من أصل فرنسي كندي ووالدته من أصل إيطالي، وهي ابنة مهاجرين من آرسي، لاتسيو. التحق ماثيو بمدرسة نيوتن الشمالية الثانوية، حيث تخرج في نفس العام الذي تخرج فيه الممثل الكوميدي المستقبلي لويس سي كيه. بعد المدرسة الثانوية التحق بالكلية في معهد وينتورث للتكنولوجيا في بوسطن، لكنه ترك الدراسة بعد وقت قصير من بدء الفصل الدراسي الثاني.
انتقل ماثيو إلى نيويورك في سن 17 عامًا لمتابعة مهنة عرض الأزياء، لكن قيل له إنه أقصر من أن يعمل في هذه المهنة. بدأت مسيرته التمثيلية بعد أن دعته امرأة لمرافقتها إلى الاختبار، حيث انتهى به الأمر بالحصول على عقد من مديرها. وعلى الرغم من من مشاركته السابقة في الإعلانات التجارية والتلفزيون والسينما، إلا أن شهرته الحقيقية بدأت حين أدى دور جوي تريبياني في مسلسل الأصدقاء.

## مسيرته المهنية

### 1987–1994: مهنة مبكرة

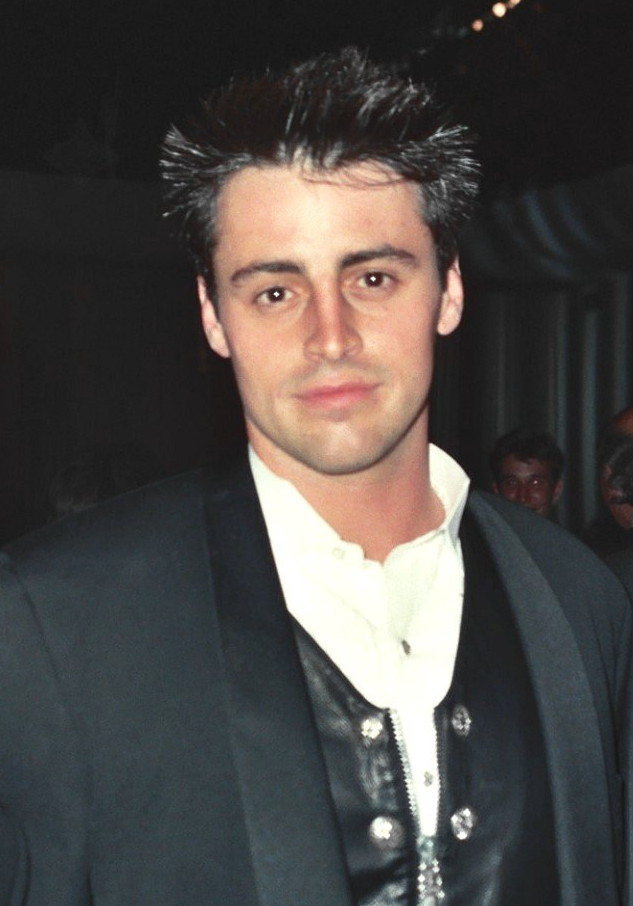
لوبلان في حفل توزيع جوائز إيمي برايم تايم السابع والأربعين، 1995

ظهر ماثيو لأول مرة في إعلان صلصة طماطم هاينز التجاري عام 1987. وفي عام 1988، أدى دور البطولة في الدراما التليفزيونية تي في 101 لموسم واحد. في عام 1991، ظهر في دور متكرر في مسلسل كوميديا الموقف الشهير على قناة فوكس متزوج ولدي أطفال، حيث لعب دور فيني فيردوتشي، صديق عائلة بطل المسلسل آل بوندي (إد أونيل) الذي يواعد ابنته، كيلي (كريستينا أبلغيت)، لفترة وجيزة. كما ظهر كضيف في الموسم الأول من مسلسل يوميات الحذاء الأحمر (Red Shoe Diaries). لعب ماثيو دور البطولة في مسلسلين قصيرين فرعيين من مسلسل متزوج ولدي أطفال: قمة التل عام 1991 وفيني وبوبي عام 1992.
ظهر ماثيو في مقطعي فيديو موسيقيين لفرقة بون جوفي وهما: "معجزة" من الموسيقى التصويرية لفيلم البنادق الشباب 2 في عام 1990، وأغنية "قل الأمر ليس كذلك" في عام 2000. ظهر أيضًا في فيديوهات لأغنية ألانيس موريسيت "امشِ بعيدًا"، وأغنية توم بيتي & ذا هارت بريكرز "إلي الانفتاح الكبير"، وأغنية بوب سيجر "حركات ليلية".

### 1994-2006: مسلسليالأصدقاء، وجوي، والأدوار السينمائية
حقق ماثيو النجاح والنجومية بعد أن أدى شخصية جوي تريبياني المغفل لكن محبوب في مسلسل الأصدقاء لمدة 12 عامًا (على مدى 10 مواسم) وموسمان إضافيان من مسلسل جوي. حقق مسلسل الأصدقاء نجاحًا كبيرًا، واكتسب ماثيو (جنبًا إلى جنب مع النجوم المشاركين جينيفر أنيستون، وكورتني كوكس، وليزا كودرو، وماثيو بيري، وديفيد شويمر) شهرة واسعة بين المشاهدين. حقق مسلسل كوميديا الموقف هذا نجاحًا كبيرًا لشبكة إن بي سي، حيث عُرض في ليلة الخميس ولمدة عشر سنوات.
بسبب أدائه المتمير، تلقى ماثيو ثلاثة ترشيحات لجائزة الإيمي برايم تايم، وثلاثة ترشيحات لجائزة الغولدن غلوب، وترشيح واحد لجائزة نقابة ممثلي الشاشة. خلال هذا الوقت ظهر أيضًا في الأفلام: تبدو إيطالية (1994)، وإد (1996)، وضائع في الفضاء (1998)، وملائكة تشارلي (2000)، والجزء المتمم له ملائكة تشارلي: خنق كامل (2003).
بعد إلغاء مسلسل جوي، أعلن لوبلان أنه سيتوقف عن التمثيل علي شاشة التلفزيون لمدة عام واحد، والذي تحول في النهاية إلي خمس سنوات.

### 2011–حتي الآن: إحياء مهني

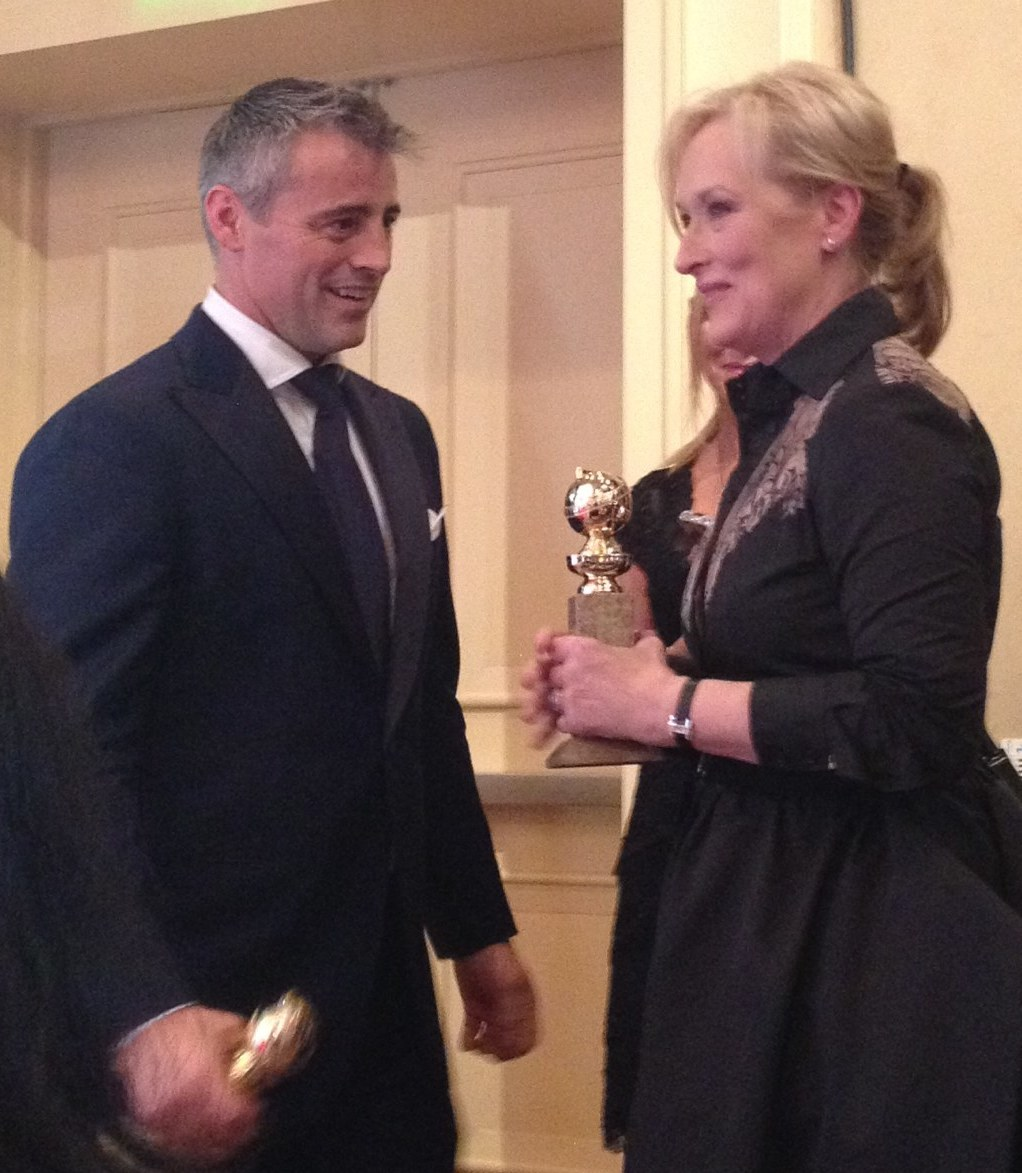
لوبلان في حفل توزيع جوائز الغولدن غلوب مع ميريل ستريب، 2012

منذ عام 2011، ظهر لوبلان كنسخة خيالية من نفسه في مسلسل الحلقات، مسلسل تلفزيوني عن إعادة إنتاج أمريكي لمسلسل تلفزيوني بريطاني خيالي. المسلسل من تأليف ديفيد كرين، المؤلف المشارك لمسلسل الأصدقاء، وشريكه جيفري كلاريك. في حفل توزيع جوائز الغولدن غلوب التاسع والستون في عام 2012، فاز لوبلان بجائزة الغولدن غلوب لأفضل ممثل في مسلسل تلفزيوني، أو مسلسل موسيقي، أو مسلسل كوميدي، وتم ترشيحه لأربع جوائز إيمي برايم تايم إضافية.
في فبراير 2012، ظهر لوبلان في الحلقة الثانية من الموسم الثامن عشر لبرنامج توب غير، حيث سجل أسرع وقت في فئة "نجم في سيارة ذات سعر معقول" في سيارة كيا سييد. عند اللفة 1:42.1، تغلب علي صاحب الرقم القياسي السابق في العرض، روان أتكينسون، بمقدار 0.1 ثانية. ظهر أيضًا في الحلقة الرابعة من الموسم التاسع عشر لسباق سيارة كيا سييد الجديدة، وتغلب علي وقته السابق.
في فبراير 2016، أعلنت البي بي سي أن لوبلان قد وقع عقدًا ليصبح أحد مضيفي برنامج توب غير الجدد، ووقع عقدًا لمدة عامين في وقت لاحق من ذلك العام. في مايو 2018، أعلن أنه سيترك المسلسل من أجل قضاء المزيد من الوقت مع عائلته وأصدقائه في الولايات المتحدة. تم استبداله هو وروري ريد بمضيفين مشاركين جدد بادي ماكغينيس وأندرو فلينتوف في الموسم السابع والعشرين في أكتوبر 2018.
لعب لوبلان الدور الرئيسي في مسلسل سي بي إس السيت كوم رجل بخطة، والذي بدأ بثه في عام 2016 حتي تم إلغاؤه في عام 2020.

## حياته الشخصية
لدى ماثيو اهتمام كبير بالسيارات، وعمل نجارًا قبل التمثيل. في منتصف التسعينيات، واعد الممثلة كيت هدسون. في مايو 2003، تزوج من ميليسا ماكنايت، وهي عارضة أزياء أمريكية بريطانية المولد وأم عزباء مُطلقة لطفلين، تعرفا على بعضهما البعض في عام 1997 من خلال صديقة ماكنايت، كيلي فيليبس (زوجة الممثل لو دايموند فيليبس). وبعد مرور عام على لقائهما، تقدم لوبلان لخطبة ماكنايت. في عام 2004، وُلدت له بنت، وبدأت تعاني من نوبات صرع عندما كان عمرها ثمانية أشهر، وبحلول الوقت الذي كانت فيه تبلغ من العمر عامين، كانت الحالة التي يُعتقد أنها ناجمة عن خلل التنسج القشري قد هدأت في الغالب. انفصل لوبلان وماكنايت في أكتوبر 2006، بسبب اختلافات لا يمكن التوفيق بينها.
التقى ماثيو بالممثلة أندريا أندرس في عام 2004 بينما كانت تشارك في بطولة مسلسله جوي كصديقته وحبيبته في نهاية المطاف. تطور تعاونهما المهني إلى علاقة شخصية تم تأكيدها في عام 2006 بعد انفصال لوبلانك عن زوجته ميليسا ماكنايت، بعد أكثر من ثماني سنوات كحبيبان، أعلن ليبلانك في بداية عام 2015 أنه انفصل عن أندرس منذ عدة أشهر.
يقيم لوبلان بشكل أساسي في باسيفك باليسايدز، لوس أنجلوس.

## أعماله

### الأفلام
| السنة | العنوان                                      | الدور           | ملاحظات                        |
| ----- | -------------------------------------------- | --------------- | ------------------------------ |
| 1987  | يوم الدمية بعد الظهر                         | جي آي جو        | أول ظهور سينمائي له، فيلم قصير |
| 1993  | الفارس الرمادي                               | ترهو            |                                |
| 1993  | يوميات الحذاء الأحمر 3: أحمر شفاه امرأة أخري | كايل            | قسم: "مثل هذا تمامًا"           |
| 1994  | يبدو إيطالي                                  | أنتوني مانيتي   |                                |
| 1996  | إد                                           | جاك 'ديوس' كوبر |                                |
| 1997  | يوميات الحذاء الأحمر 7: الاحتراق             | جيد             | قسم: "اختطاف"                  |
| 1998  | لوست إن سبيس                                 | الرائد دون ويست |                                |
| 2000  | ملائكة تشارلي                                | جيسون غيبس      |                                |
| 2001  | جميع رجال الملكة                             | أورورك          |                                |
| 2003  | ملائكة تشارلي: خنق كامل                      | جيسون غيبس      |                                |
| 2010  | جونا هيكس                                    | —               | منتج تنفيذي                    |
| 2014  | عاشق ولهان                                   | تشارلي داربي    |                                |

### المسلسلات
| السنة     | العنوان                       | الدور                   | ملاحظات                                      |
| --------- | ----------------------------- | ----------------------- | -------------------------------------------- |
| 1988–1989 | تلفزيون 101                   | تشاك بندر               | منتظم في المسلسل (13 حلقة)                   |
| 1989      | فقط العشرة منا                | تود ميرفي               | حلقتان                                       |
| 1990      | أي شيء من أجل البقاء          | بيلي بيرتون             | فيلم تلفزيوني                                |
| 1990      | وحوش                          | تومي                    | حلقة: "حلاقة وقصة شعر، قطعتان"               |
| 1991      | متزوج ولدي أطفال              | فيني فيردوتشي           | 4 حلقات                                      |
| 1991      | أعلي الكومة                   | فيني فيردوتشي           | دور رئيسي (7 حلقات)                          |
| 1992      | فيني وبوبي                    | فيني فيردوتشي           | دور رئيسي (7 حلقات)                          |
| 1992–1993 | يوميات الحذاء الأحمر          | شقيق توم، جيد كودي/كايل | حلقتان                                       |
| 1993      | فئة '96                       | فرانك غودمان            | حلقة: "دخان ساطع، نار باردة"                 |
| 1994      | فتاة مدرسة الإصلاح            | فينس                    | فيلم تلفزيوني                                |
| 1994–2004 | أصدقاء                        | جوي تريبياني            | دور رئيسي (236 حلقة)                         |
| 2004–2006 | جوي                           | جوي تريبياني            | دور رئيسي (46 حلقة)                          |
| 2011–2017 | حلقات                         | نسخة خيالية من نفسه     | دور رئيسي (41 حلقة)                          |
| 2012      | توب غير                       | نفسه (ضيف)              | حلقة                                         |
| 2013      | العلاج بالويب                 | نيك جيريكو              | مسلسل ويب؛ 3 حلقات                           |
| 2013      | العلاج بالويب                 | نيك جيريكو              | مسلسل تلفزيوني؛ حلقتان                       |
| 2015      | الأمير                        |                         | فيلم تلفزيوني؛ منتج                          |
| 2016–2019 | توب غير                       | نفسه (مقدم)             | 24 حلقة (مواسم 23، و24، و25، و26)            |
| 2016–2020 | رجل بخطة                      | آدم بيرنز               | دور رئيسي (69 حلقة)؛ منتج تنفيذي أيضًا        |
| 2021      | أصدقاء: لم الشمل              | نفسه                    | حلقة إتش بي أو ماكس الخاصة؛ منتج تنفيذي أيضًا |
| 2021      | توب غير: تكريمًا لزابينه شميتز | نفسه                    | حلقة                                         |

## روابط خارجية
- مات لوبلان على موقع IMDb (الإنجليزية)
- مات لوبلان على موقع الموسوعة البريطانية (الإنجليزية)
- مات لوبلان على موقع روتن توميتوز (الإنجليزية)
- مات لوبلان على موقع ألو سيني (الفرنسية)
- مات لوبلان على موقع تيرنر كلاسيك موفيز (الإنجليزية)
- مات لوبلان على موقع أول موفي (الإنجليزية)
- مات لوبلان على موقع بوكس أوفيس موجو (الإنجليزية)
- مات لوبلان على موقع قاعدة بيانات الأفلام السويدية (السويدية)
- مات لوبلان على موقع إن إن دي بي (الإنجليزية)
- مات لوبلان على موقع ديسكوغز (الإنجليزية)